# Military Bowl 2022
Match précédent Match suivant
Le Military Bowl 2022 est un match de football américain de niveau universitaire joué après la saison régulière de 2022, le 28 décembre 2022 au Navy-Marine Corps Memorial Stadium situé à Annapolis dans l'État du Maryland aux États-Unis. 
Il s'agit de la 13e édition du Military Bowl.
Le match met en présence l'équipe de l'université de Central Florida (UCF) issue de l'American Athletic Conference et l'équipe des Blue Devils de Duke issue de l'Atlantic Coast Conference.
Il débute vers 13 heures locales (20 heures en France) et est retransmis à la télévision par ESPN.
Sponsorisé par la société Peraton (en), le match est officiellement dénommé le 2022 Military Bowl presented by Peraton.. 
Central Florida remporte le match sur le score de 30 à 13. 

## Présentation du match
Il s'agit de la 1re rencontre entre les deux équipes.
| Équipes                                                                                             | Couleurs | Conférences | Entraîneurs                  | Stats. saison rég. | Classements avant le bowl | Classements avant le bowl | Classements avant le bowl |
| --------------------------------------------------------------------------------------------------- | -------- | ----------- | ---------------------------- | ------------------ | ------------------------- | ------------------------- | ------------------------- |
| Équipes                                                                                             | Couleurs | Conférences | Entraîneurs                  | Stats. saison rég. | CFP                       | AP                        | Coaches                   |
| Knights de l'UCF                                                                                    |          | AAC         | Gus Malzahn (en) (2e saison) | 9 - 4              | NC                        | NC                        | NC                        |
| Blue Devils de Duke                                                                                 |          | ACC         | Mike Elko (en) (1re saison)  | 8 - 4              | NC                        | NC                        | NC                        |
| - Arbitre : Rodney Burnette (C–USA) - Équipe donnée favorite par les bookmakers : Duke par 3 points |          |             |                              |                    |                           |                           |                           |

### Knights de l'UCF
Avec un bilan global en saison régulière de 8 victoires et 4 défaites (5-2 en matchs de conférence), Central Florida est éligible et accepte l'invitation pour participer au  Military Bowl 2022.
Ils terminent 2e de l'American Athletic Conference derrière #16 Tulane qu'ils battent en finale de conférence, affichant ainsi un bilan de 9 victoires et 4 défaites avant le bowl.
À l'issue de la saison 2022 (bowl non compris), ils n'apparaissent pas dans les classements CFP, AP et Coaches.
Il s'agit de leur première participation au Military Bowl, le 14e bowl de leur histoire et leur dernier match en tant que membre de l'ACC puisqu'il rejoindront la Big 12 Conference en 2023
| Logo     | Postes                                             | Joueurs                                            | Statistiques                                                      |
| -------- | -------------------------------------------------- | -------------------------------------------------- | ----------------------------------------------------------------- |
|          | Quarterback                                        | John Rhys Plumlee                                  | 197/312 passes réussies pour 2 404 yards, 14 TDs, 7 interceptions |
| Coureur  | Isaiah Bowser                                      | 194 courses pour 760 yards nets gagnés et 14 TDs   |                                                                   |
| Receveur | Javon Baker                                        | 54 réceptions pour 747 yards et 5 TDs              |                                                                   |
| Effectif | Listing et statistiques du roster 2022 des Knights | Listing et statistiques du roster 2022 des Knights |                                                                   |

### Blue Devils de Duke
Avec un bilan global en saison régulière de 8 victoires et 4 défaites (5-3 en matchs de conférence), Duke est éligible et accepte l'invitation pour participer au Military Bowl 2022.
Ils terminent 3e de la Division Coastal de l'Atlantic Coast Conference derrière North Carolina et Pittsburgh.
À l'issue de la saison 2022 (bowl non compris), ils n'apparaissent pas dans les classements CFP, AP et Coaches.
Il s'agit de leur première participation au Military Bowl et leur 15e bowl de leur histoire.
| Logo     | Postes                                                 | Joueurs                                                | Statistiques                                                      |
| -------- | ------------------------------------------------------ | ------------------------------------------------------ | ----------------------------------------------------------------- |
|          | Quarterback                                            | Riley Leonard                                          | 231/364 passes réussies pour 2 794 yards, 20 TDs, 6 interceptions |
| Coureur  | Jordan Waters                                          | 120 courses pour 561 yards nets gagnés et 8 TDs        |                                                                   |
| Receveur | Jalon Calhoun                                          | 56 réceptions pour 811 yards et 4 TDs                  |                                                                   |
| Effectif | Listing et statistiques du roster 2022 des Blue Devils | Listing et statistiques du roster 2022 des Blue Devils |                                                                   |